# Utanför kroppen-upplevelse
En utanför kroppen-upplevelse eller utomkroppslig upplevelse (UKU, Soul Travel eller Out of Body Experience) är en typ av förnimmelse som många personer vittnat om, men som läkarvetenskapen ställer sig avvisande till.[källa behövs]

## Fenomenet
Många beskrivningar av detta fenomen handlar om hur personen har sett sin kropp uppifrån och vad som händer i rummet i övrigt, trots att kroppen ibland har varit medvetslös. Många som varit med om UKU menar att upplevelsen är lätt drömsk till sin natur - till exempel att de har kunnat byta utsiktspunkt fritt i rummet - men att de är verkligare än drömmar.

## Hypoteser om hur upplevelserna uppstår
Det finns många hypoteser om hur dessa upplevelser uppstår. Några av dessa är: 
1. Genom meditation, yoga, och qigong
2. Vid fysiska och psykiska trauman, till exempel vid hjärtstillestånd
3. Vid bruk av psykoaktiva droger (syntetiska eller från växtriket).
4. Genom att hålla sitt sinne vaket när sömnparalysen "aktiveras". Sömnparalys inträffar varje natt. Det förhindrar en från att utföra de rörelser man gör i drömmar.

Vissa av upplevelserna anses kunna eventuellt förklaras med att hjärnan under stress och stort välbefinnande utsöndrar naturliga bedövningsmedel, vilket skulle få personen att hallucinera på liknande sätt som under ett narkotikarus.

Andra effekter anses enligt vissa neurologer bero på hur hjärnans minnescentrum fungerar. I våra minnen ser vi ofta händelser ur fågelperspektiv eller från ett annat perspektiv än våra sinnen skulle kunna ge, samtidigt som trauman förstärker minnena så att de blir mer verkliga. Bland andra Susan Blackmore och Harvey Irwin vid universiteten i Bristol respektive New South Wales i Australien har funnit att de flesta som upplevt utanför kroppen-upplevelser ofta byter perspektiv även till vardags) 

## UKU ur medicinsk synvinkel
En del upplevare uppger sig ha sett föremål i rummet som har varit dolda för personens fysiska ögon. Dubbelblind-tester där en försöksperson till exempel ska fastställa motiv på fotografier som är avskärmade för de fysiska sinnena har dock visat negativt resultat.
Utanför kroppen-upplevelser tillhör de mest undersökta paranormala fenomenen, mest till följd av förhoppningar om militär användning. Ett exempel är Project Stargate som är ett av de längsta statligt finansierade forskningsprojekten i USA:s historia. Att döma av Ray Hyman och Jessica Utts genomgång av materialet lades dock projektet ner 1995.

## UKU ur religiösa och nyandliga perspektiv
Vissa nyandliga rörelser menar att det mycket speciella tillståndet kan användas för att upptäcka universums arkitektur, undersöka psykets möjligheter, healing, rekognosering och kommunikation med den egna arten eller andra arter, medan teosofin vill koppla UKU till astralkroppsbegreppet.
Enligt vissa personer består världen av en rad olika plan, varje plan har en högre vibrationsfrekvens än det föregående planet.[källa behövs] En UKU och en astralprojektion är två helt olika saker.[källa behövs] Det astrala planet liknar drömmar, eftersom objekt i planet reagerar på tankar och vilja.